# Corrèze, Corrèze
Corrèze este o comună în departamentul Corrèze din centrul Franței. În 2009 avea o populație de 1.168 de locuitori.

## Evoluția populației
| An        | 1975  | 1982  | 1990  | 1999  | 2006  | 2009  |
| --------- | ----- | ----- | ----- | ----- | ----- | ----- |
| Populație | 1.528 | 1.340 | 1.145 | 1.152 | 1.175 | 1.168 |